# Hiệp hội Nước Quốc tế
Hiệp hội Nước Quốc tế, viết tắt theo tiếng Anh là IWA (International Water Association) là một tổ chức phi chính phủ-phi lợi nhuận quốc tế hoạt động trong lĩnh vực tổ chức, tập hợp mọi người từ khắp các ngành nghề nước để cung cấp các giải pháp nước công bằng và bền vững cho thế giới của chúng ta.
IWA thành lập năm 1999, từ hợp nhất của Hiệp hội Quốc tế về Chất lượng Nước - IAWQ (thành lập năm 1965) và Hiệp hội Dịch vụ Nước Quốc tế - IWSA.
IWA là thành viên liên kết khoa học của Hội đồng Khoa học Quốc tế ISC , và của Hội đồng Quốc tế về Khoa học (ICSU) trước đây.

## Tổ chức
IWA có trụ sở chính ở London (Anh Quốc). Chủ tịch hiện là Diane D'Arras từ Pháp , chủ tịch kỳ trước là Helmut Kroiss từ Áo.
Ban thư ký toàn cầu có trụ sở tại The Hague (Hà Lan).
Các văn phòng khu vực tại Bắc Kinh (Trung Quốc), Bucharest (Rômania), Nairobi (Kenya), Singapore (Singapore), và Washington DC (Hoa Kỳ).
Một văn phòng riêng cho Khu vực Tây Phi đặt tại Dakar (Sénégal).

## Hoạt động
IWA có mục đích của nó là để trao đổi thông tin và kinh nghiệm về tất cả các khía cạnh, lý thuyết và thực tiễn, cung cấp nước, nước thải, chất lượng nước và quản lý lượng nước.
IWA hiện có năm các chương trình hoạt động: 
| Tt. | Tên chương trình              | Tên tiếng Anh             |
| --- | ----------------------------- | ------------------------- |
| 1.  | Lưu vực nước trong tương lai  | Basins of the future      |
| 2.  | Các thành phố trong tương lai | Cities of the future      |
| 3.  | Vệ sinh môi trường đô thị     | Urban sanitation          |
| 4.  | Nước, khí hậu và năng lượng   | Water, climate and energy |
| 5.  | Các dịch vụ cung cấp nước     | Water supply services     |

## Ngày Nước Thế giới
Ngày Nước Thế giới (World Water Day) là ngày lễ quốc tế được tổ chức vào ngày 22 tháng 3 hàng năm. Ngày này được Liên Hợp Quốc chọn từ năm 1993 trong Nghị quyết A/RES/47/193 của Đại Hội đồng, nhằm nâng cao nhận thức về vai trò và việc bảo vệ nguồn nước trên toàn thế giới.
Thập niên 2005-2015 được Liên Hợp Quốc chọn làm thập niên có chủ đề "Thập niên Nước cho Đời sống" (Water for Life Decade).

## Xuất bản
IWA xuất bản tạp chí Water Research (Nghiên cứu nước) với chủ đề thủy văn và tài nguyên nước, do Nhà xuất bản Elsevier chi nhánh tại Anh Quốc phát hành